# Architektonické kreslení

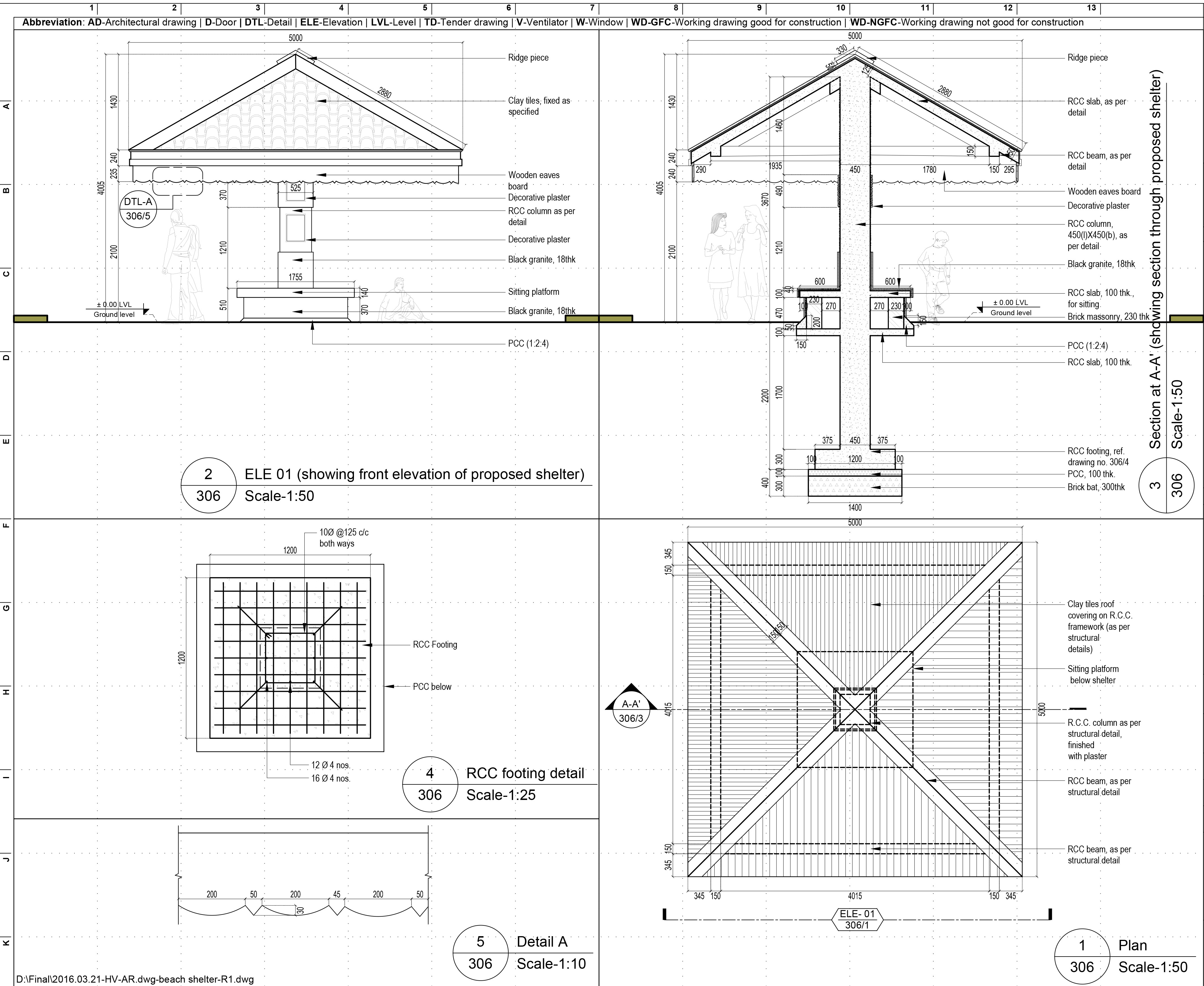
Příklad návrhu v programu AutoCAD

Architektonický výkres je technický výkres budovy. Architektonické kresby jsou používány architekty a jinými profesemi pro mnoho účelů: transformovat nápad do uceleného návrhu, sdílet myšlenky a koncepty. Slouží jako návod pro výstavbu nové budovy nebo jako dokumentace již existující budovy.
Architektonické kresby jsou vyráběny podle souboru úmluv, které obsahují konkrétní pohledy (půdorysy, řezy atd.), jednotky měření, váhy a anotace.
Vývoj počítače měl velký dopad na metodách používání návrhů a vytváření technických výkresů. Počítač otevírá nové možnosti výkresů za použití organických tvarů a komplexní geometrie. V současné době drtivá většina kreseb je vytvořena pomocí CAD softwaru.